# Leutersdorf
Leutersdorf es un municipio situado en el distrito de Görlitz, en el estado federado de Sajonia (Alemania). Tiene una población estimada, a fines de noviembre de 2022, de 3457 habitantes.